# Старожитомирський провулок
Старожито́мирський прову́лок — провулок у Шевченківському районі міста Києва, місцевість Шулявка. Пролягає від Дегтярівської вулиці до хлібзаводу.

## Історія
Виник у середині XX століття під назвою Новий провулок, назву Старожитомирський набув 1958 року.
Назву офіційно ліквідовано 1977 року, однак провулок продовжив існувати. У 2010-x роках провулок знову з'явився в офіційних документах міста: його було включено до офіційного довідника «Вулиці міста Києва» та містобудівного кадастру, він також позначається на деяких електронних картах.